# Seretse Khama

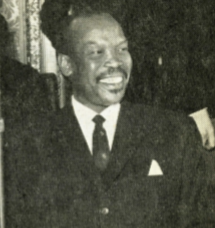
Seretse Khama während der Unabhängigkeitsverhandlungen 1966

Sir Seretse Khama KBE (* 1. Juli 1921 in Serowe; † 13. Juli 1980 in Gaborone) war von 1966 bis 1980 der erste Präsident von Botswana.

## Jugend
Seretse Khama gehörte zur Ethnie der Bamangwato im damaligen britischen Protektorat Betschuanaland. Er war der Enkel des Herrschers Khama III. und Sohn des Herrschers Sekgoma II. Sein Vater hatte 17 Jahre im Exil verbracht, nach dessen Tod 1925 erbte Seretse Khama die Herrscherwürde. Sein Name bedeutet „Verbindender Lehm“ und weist darauf hin, dass er das Herrscherhaus einen sollte. Aufgrund seines jungen Alters wurde sein Onkel Tshekedi Khama als Regent eingesetzt, der auch sein Vormund wurde. Seine Kindheit verbrachte Seretse Khama überwiegend in Internaten in Südafrika, so in Tiger Kloof (Natal) und an der Missionsschule in Lovedale (Ostkap).
Danach besuchte er die University Fort Hare in Alice (Ostkap). Während seiner Studienzeit in Johannesburg wurde er 1944 gebeten, die Führung der Ethnie der Bamangwato zu übernehmen, entschied sich aber, sein Studium fortzusetzen. Er machte seinen Bachelor of Arts und besuchte ab August 1945 das Balliol College der Universität Oxford. Praktische Erfahrungen als Jurist sammelte er als Barrister am Inner Temple der Inns of Court in London.

## Hochzeit und Exil
Im Juni 1947 lernte Seretse Khama die Engländerin Ruth Williams kennen, die bei Lloyd’s of London arbeitete. Nach einem Jahr heirateten die beiden, was bei zwei Gruppen einige Irritation auslöste: der Ältestenrat der Bamangwato wünschte keine Weiße am Hof des Oberhauptes und die 1948 gewählte südafrikanische Regierung unter Daniel François Malan hatte gerade begonnen, ihre Politik der Apartheid umzusetzen, und beanspruchte Mitsprache in Angelegenheiten der benachbarten britischen Protektorate. Auch die Regierung Südrhodesiens wandte sich vehement gegen die Verbindung. Khamas Onkel Tshekedi Khama verlangte seine sofortige Rückkehr nach Betschuanaland und die Annullierung der Ehe. Nach seiner Rückkehr wurde Seretse von den Ältesten als Kgosi (Prinzipal) bestätigt. Da seine Frau schließlich im Volk populär wurde, verzichtete sein Onkel auf seine Forderungen und verließ das Land. Khama kehrte nach London zurück, um sein Studium fortzusetzen.
Im März 1950 schaltete sich die damals von der Labour Party geführte britische Regierung in den Fall ein. Nach einem Termin mit dem Minister für Angelegenheiten des Commonwealth gab Seretse Khama den Vorschlag der Regierung in einer Pressekonferenz bekannt: Verzicht auf das Repräsentationsamt gegen eine jährliche steuerfreie Abfindung von 1.100 Pfund Sterling (damals knapp 23.000 DM) und sein Verbleib in England. Da er sich hiermit nicht anfreunden konnte, wurde er aus Betschuanaland verbannt, wobei erheblicher Druck seitens der südafrikanischen Regierung vermutet wurde. Nach dem Sieg der Conservative Party bei den Wahlen 1951 wurde das Exil auf unbestimmte Zeit verlängert.

## Rückkehr
Die Bamangwato weigerten sich eine Weile, einen Nachfolger zu bestimmen, weshalb die Briten den in der Thronfolge nächstplatzierten Rasebolai Kgamane einsetzen. Nach dem Verzicht auf seine Ansprüche durfte Seretse Khama 1956 mit seiner Frau und seinen Kindern zurückkehren. In Angelegenheiten des Stammes unterstützte er Kgamane und lebte ansonsten unauffällig und zurückgezogen als Viehzüchter in Serowe.
Nach einer Verfassungsreform 1960, die den Afrikanern 12 der 35 Sitze im Legislativrat zugestand, wurde Seretse Khama Abgeordneter. 1961 gründete er die gemäßigte Bechuanaland Democratic Party (BDP), die 1965 die Wahlen deutlich mit 28 der 31 Sitze für sich entscheiden konnte, und wurde Premierminister. Die Partei wurde nach der Unabhängigkeit in Botswana Democratic Party umbenannt. Anfang der 1960er Jahre gab es in der Presse Gerüchte, er habe das Gespräch mit Sir Roy Welensky gesucht, um sein Land an die Zentralafrikanische Föderation anzuschließen. Das Vorhaben wurde aber nicht weiter verfolgt.

## Präsident
Als Betschuanaland am 30. September 1966 unter dem Namen Botswana unabhängig wurde, übernahm Khama das Amt des Präsidenten. Er verstand es, seinem Land eine gute wirtschaftliche Entwicklung, eine wirksame Bekämpfung der Korruption und demokratische Verhältnisse zu sichern. Als Landbesitzer sorgte er dafür, dass die in Botswana, auch auf seinem Land, gefundenen Diamanten Staatseigentum wurden und der Entwicklung des Landes zugutekamen. Der Reichtum an Rohstoffen erlaubte ihm umfangreiche Investitionen in Infrastruktur und Bildungswesen. Heutzutage hat Botswana den höchsten Lebensstandard in Subsahara-Afrika (den fünfthöchsten in Afrika) und den niedrigsten Korruptionsindex in ganz Afrika, was maßgeblich auf Khamas Präsidentschaft zurückgeführt wird.
In der Außenpolitik konnte er sein Land aus den Konflikten in Südafrika, Rhodesien und Namibia weitgehend heraushalten und sich auf die mehr symbolische Zugehörigkeit zu den „Frontstaaten“ beschränken.
Seretse Khama litt an Diabetes und blieb bis zu seinem Tod infolge eines Pankreaskarzinoms im Jahr 1980 Präsident von Botswana. Er wurde in Serowe bestattet.
Mit Ruth Khama hatte er eine Tochter und drei Söhne, die zwischen 1950 und 1958 geboren wurden. 2008 bis 2018 war sein Sohn Ian Khama Präsident Botswanas. Tshekedi Khama – benannt nach Seretses Onkel – ist langjähriger Minister.

## Ehrungen
- Am 23. September 1966, kurz vor Beginn seiner Amtszeit als Präsident, wurde Khama von Elizabeth II. zum Ritter geschlagen.[5]
- Der internationale Flughafen von Gaborone heißt Sir Seretse Khama International Airport.

## Verfilmungen
- 1990: A Marriage of Inconvenience.  Fernsehfilm, Vereinigtes Königreich.
- 2016: A United Kingdom. Filmdrama von Amma Asante, Vereinigtes Königreich.